# Sietas Typ 151
Der Typ 151 ist ein Container-Feederschiffstyp der Sietas-Werft in Hamburg-Neuenfelde.

## Geschichte
Der Typ 151 wurde von verschiedenen Reedereien geordert und von 1993 bis 1998 in 23 Einheiten gebaut. Die Ablieferung des letzten Schiffs, der Baumwall, erfolgte am 10. Januar 1999. Eingesetzt wird der Typ 151 vorwiegend für europäische Zubringerdienste.
Die Janra kollidierte am 23. Dezember 2000 südlich der Alandinseln mit einem Leuchtturm und kenterte, wobei ihre Aufbauten schwer beschädigt wurden. Das Schiff konnte im Februar 2001 aufgerichtet und anschließend nach Hamburg geschleppt werden. Es wurde vom 2. März bis zum 5. Mai 2001 auf der Sietas-Werft instand gesetzt. Der Schaden belief sich auf 12 Millionen DM. Die Deneb kenterte am 11. Juni 2011 im Hafen von Algeciras (Spanien) infolge einer falsch durchgeführten Beladung. Sie wurde als Totalverlust abgeschrieben. Am 23. Dezember 2024 sank die Amnah (ehemals Hanna) im Hafen von Ambarli, nachdem sie beim Beladen gekentert war.

## Technik
Der Typ 151 stellt eine Weiterentwicklung des Typs 129 dar.
Die drei kastenförmigen Laderäume (box-shaped) mit einem Rauminhalt von 7.247 m³ sind mit Cellguides für den Transport von Containern und den Transport von Gefahrgutcontainern ausgerüstet. Durch die Form der Laderäume ist der Schiffstyp auch in der Zellulose- oder Paketholzfahrt einsetzbar. Die Tankdecke ist für die Stauung von Schwergut verstärkt. Bei gleichen Lukenabmessungen wie beim Typ 129 und um 2,20 Meter geringfügig vergrößerter Schiffsbreite verfügt der Typ 151 über eine größere Containerkapazität und ist erheblich flexibler zu beladen. In der Breite kann ein Container mehr gestaut werden, und der Platz vor dem Deckshaus kann 40-Fuß-Container statt 20-Fuß-Container aufnehmen. Darüber hinaus ist das Schiff für den Transport von überlangen und überbreiten Containern der gängigsten Sondermaße eingerichtet. Es wurden schwergutverstärkte, hydraulisch betätigte Faltlukendeckel verwendet, die sich für einzelne Containerbays separat öffnen lassen.
Angetrieben werden die Schiffe der Baureihe von einem Dieselmotor, der auf einen Verstellpropeller wirkt, die An- und Ablegemanöver werden durch ein Bugstrahlruder unterstützt.
Die eisverstärkten Rümpfe wurden in Sektionsbauweise zusammengefügt.

## Die Schiffe
| Sietas Typ 151  | Sietas Typ 151 | Sietas Typ 151 | Sietas Typ 151         | Sietas Typ 151                     | Sietas Typ 151 | Sietas Typ 151 |
| Bauname         | Bau- nummer    | IMO- Nummer    | Stapellauf Ablieferung | Auftraggeber                       | Umbenennungen und Verbleib |                |
| --------------- | -------------- | -------------- | ---------------------- | ---------------------------------- | --- | -------------- |
| Frieda          | 1085           | 9061277        | 15.06.1993 27.08.1993  | Heinz-Georg Vöge, Drochtersen      | 9/1993 Scandinavian Bridge → 1999 Frieda → 2002 Melody → 2003 Euro Melody → 2004 Melody → 2011 BF Melody → 2017 Scorpion 1, so 2024 in Fahrt        |                |
| Margret         | 1083           | 9061253        | 10.08.1993 02.10.1993  | Reinhard Ramm, Drochtersen         | 1999 Mediterraneo → 7/2003 Margret → 12/2003 Heinz Schepers → 2018 Christina → 2021 Christina 1, so 2024 in Fahrt                                   |                |
| Katharina Ehler | 1084           | 9061265        | 31.08.1993 30.10.1993  | Heinz Ehler, Otterndorf            | 2008 BF Maryam → 2014 Archer → 2022 Archerfish, so 2024 in Fahrt                                                                                    |                |
| Hoheweg         | 1089           | 9061289        | 28.09.1993 26.11.1993  | Ludwig Rass, Bramstedt             | 1/1995 Armada Reliance → 11/1995 Hoheweg → 4/1998 OOCL Nevskiy → 12/1998 Canarias → 2000 Hoheweg → 2004 Caribe Legend, so 2024 in Fahrt             |                |
| Berolin         | 1090           | 9061291        | 27.10.1993 03.01.1994  | Ernst A. von Allwörden, Dornbusch  | abgeliefert als Iberian Bridge→ 1996 UB Jaguar→ 1997 Berolin, 1998 Rhein Partner → 4/2005 Rheinpartner → 5/2005 Anna G → 2023 Ima, so 2024 in Fahrt |                |
| Deneb           | 1091           | 9061306        | 18.02.1994 23.04.1994  | Heinz Moje, Drochtersen            | abgeliefert als Rhein Liffey→ 1995 Rhein Partner → 1998 Deneb, am 11. Juni 2011 im Hafen von Algeciras (Spanien) gekentert, Totalverlust            |                |
| Carol Ann       | 1093           | 9083914        | 12.03.1994 12.05.1994  | Wilfried Eike, Delve               | 2002 City of Lisbon → 2004 Adele C → 2011 Dele, im Dezember 2019 in Jakarta aufgelegt, mittlerweile als verschrottet gemeldet                       |                |
| Magda           | 1104           | 9113721        | 06.02.1995 01.03.1995  | von Allwörden & Jäger, Drochtersen | 2004 Marja → 2023 Caribe Voyager, so 2024 in Fahrt                                                                                                  |                |
| Janra           | 1105           | 9113733        | 21.02.1995 18.03.1995  | Jürgen Ohle, Drochtersen           | 2010 Atlantic Comet → 2020 A2B Leader, so 2024 in Fahrt                                                                                             |                |
| Gerda           | 1106           | 9113745        | 16.03.1995 06.04.1995  | Wilfried Rambow, Drochtersen       | 2002 P&O Nedlloyd Russia → 2005 Gerda → 2018 A2B Ambition, so 2024 in Fahrt                                                                         |                |
| Maris           | 1108           | 9122239        | 24.06.1995 19.08.1995  | Heinz Moje, Drochtersen            | 2020 Ayana → 2022 A2B Proud, so 2024 in Fahrt |                |
| Jacob Becker    | 1109           | 9122241        | 10.07.1995 08.09.1995  | Bernd Becker, Hamburg              | 9/1995 UB Tiger → 1997 Jacob Becker→ 2006 Dette G → 2015 A2B Future, so 2024 in Fahrt                                                               |                |
| Rita            | 1096           | 9123790        | 02.08.1995 22.09.1995  | Heinz-Georg Vöge, Drochtersen      | 2006 Catania → 2009 BF Catania → 2018 Jaohar Challenger, so 2024 in Fahrt                                                                           |                |
| Holger          | 1107           | 9122227        | 04.09.1995 07.10.1995  | Holger Szidat, Stade               | 10/1995 UB Lion → 1997 Holger → 2005 Conger → 2020 Admiral Danial, so 2024 in Fahrt                                                                 |                |
| Annegret        | 1112           | 9123817        | 22.09.1995 26.10.1995  | Hamm Schiffahrts KG                | 1/2005 Constanza → 5/2005 Cartagena → 2010 BF Cartagena, so 2024 in Fahrt                                                                           |                |
| Vera            | 1123           | 9129471        | 30.11.1995 15.01.1996  | Wilfried Rambow, Drochtersen       | 2002 P&O Nedlloyd Finland → 2005 Vera → 2007 Clonlee → 2013 Nabiha → 2021 Sara Star, so 2024 in Fahrt                                               |                |
| Dornbusch       | 1094           | 9126211        | 08.01.1996 08.02.1996  | Jürgen Ohle, Drochtersen           | 2/1996 Norrland → 2008 Dornbusch, so 2024 in Fahrt                                                                                                  |                |
| Hanna           | 1120           | 9126259        | 22.01.1996 24.02.1996  | Gebrüder Ahrens, Drochtersen       | 2007 Valencia → 2011 BF Valencia → 2015 Garant Nagaevo → 2016 Fesco Nagaevo → 2024 Amnah, am 23. Dezember 2024 in Ambarli gesunken                  |                |
| Rija            | 1171           | 9165308        | 19.01.1998 18.02.1998  | Gebrüder Ahrens, Grünendeich       | 2007 Victoria → 2010 BF Victoria → 2018 Victoria, so 2024 in Fahrt                                                                                  |                |
| Jan-Fabian      | 1139           | 9144689        | 17.02.1998 14.03.1998  | Heinz-Georg Vöge, Drochtersen      | 2006 Nor Feeder → 2018 A2B Spirit, so 2024 in Fahrt                                                                                                 |                |
| Comet           | 1169           | 9183415        | 08.05.1998 20.06.1998  | Gebrüder Winter, Jork              | 2008 Cimbria → 2012 Alma → 2017 A2B Comfort, so 2024 in Fahrt                                                                                       |                |
| Corsar          | 1170           | 9183427        | 08.05.1998 24.07.1998  | Gebrüder Winter, Jork              | 2008 Corsa → 2016 A2B Energy, so 2024 in Fahrt |                |
| Baumwall        | 1180           | 9173329        | 02.12.1998 10.01.1999  | Jürgen Ohle, Drochtersen           | 2006 Ragna, so 2024 in Fahrt |                |

## Bildergalerie

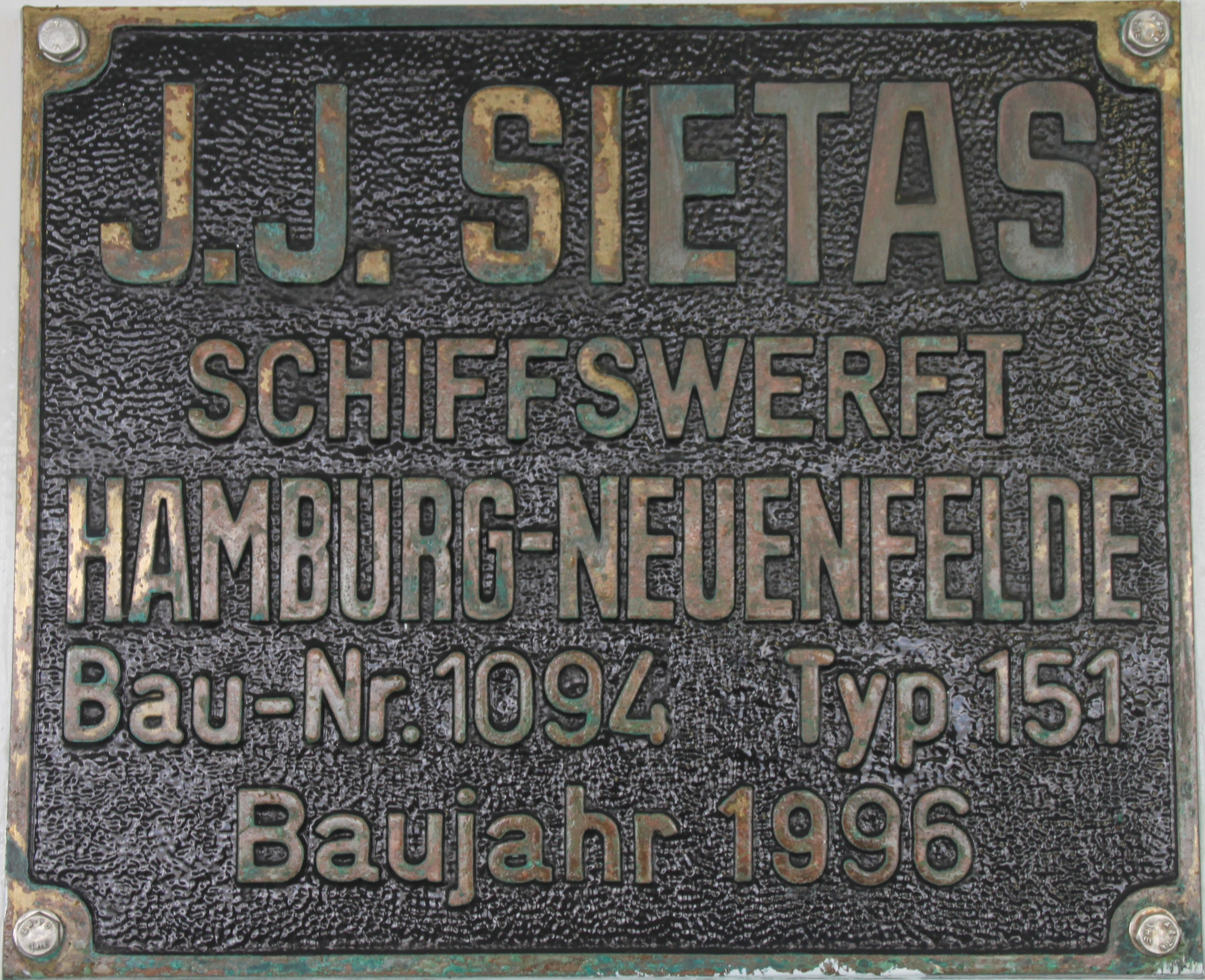
Werftschild der Dornbusch
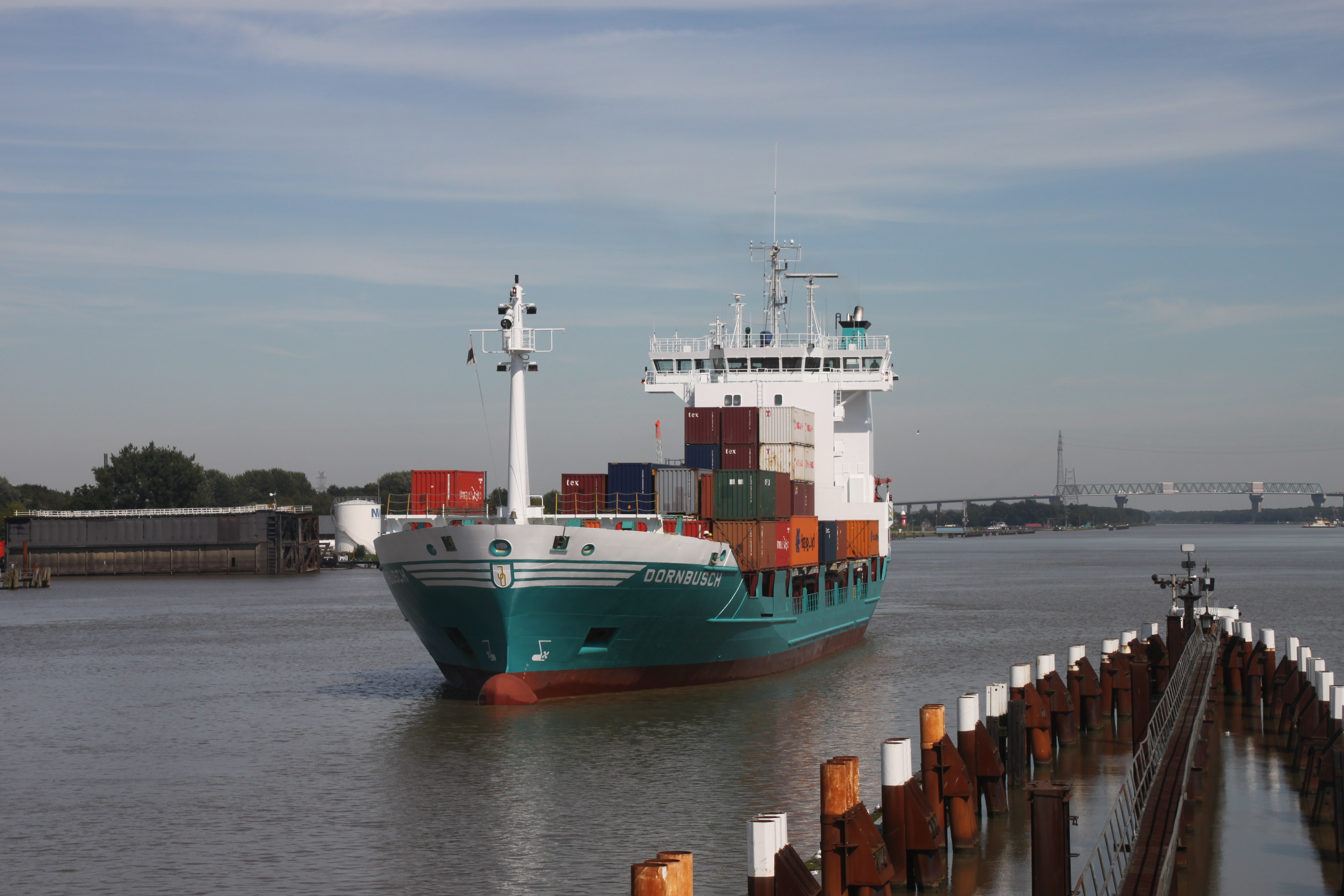
Die Dornbusch läuft in die Brunsbütteler Schleuse ein
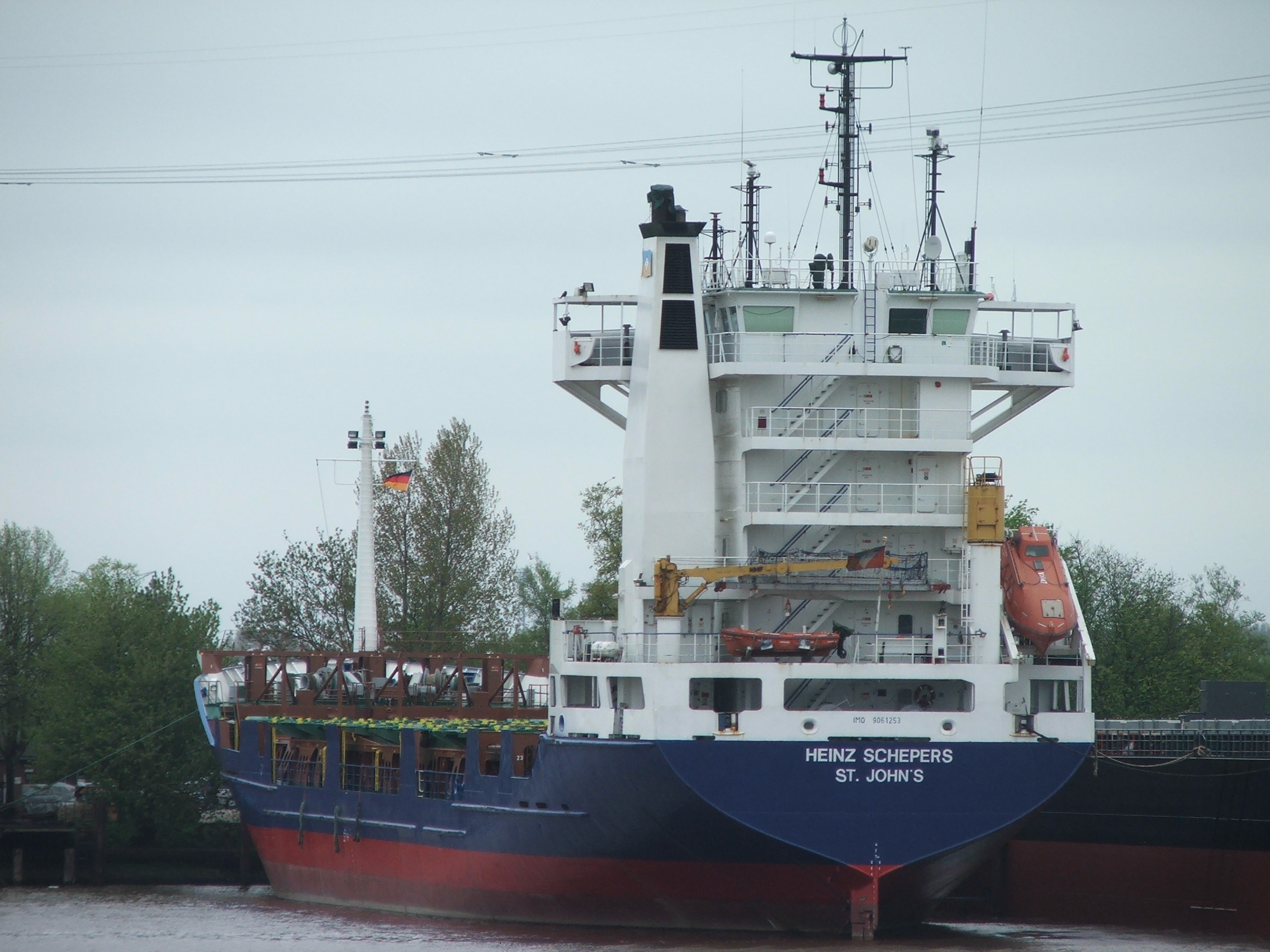
Die Heinz Schepers als Auflieger in Emden
Die 1994 gebaute und 2011 gesunkene Deneb
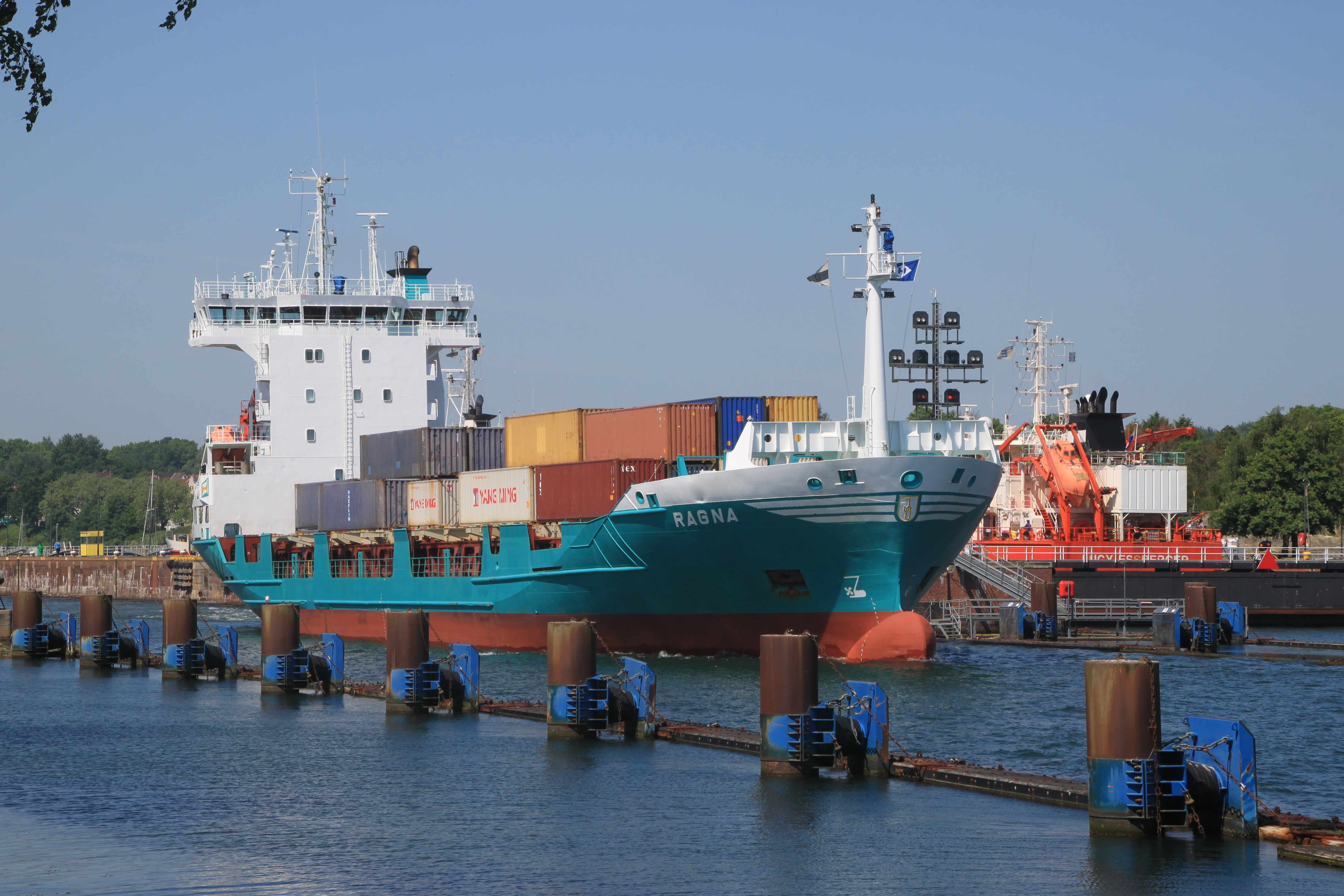
Die Ragna verlässt die Schleuse Kiel-Holtenau